# Neotachycines obscurus
Neotachycines obscurus är en insektsart som beskrevs av Sugimoto, M. och Ichikawa 2003. Neotachycines obscurus ingår i släktet Neotachycines och familjen grottvårtbitare.

## Underarter
Arten delas in i följande underarter:
- N. o. keramensis
- N. o. obscurus